# Goeroe (dagstrip)
De Goeroe is een stripfiguur die is ontworpen door Marten Toonder, is getekend door onder anderen Marten Toonder en Piet Wijn en is geschreven door Peter Abel (pseudoniem van Eiso Toonder, de zoon van Marten Toonder). De verhaaltjes bestaan steeds uit één strookje van meestal drie of vier plaatjes, waarin op humoristische wijze een (pseudo-)filosofisch probleem wordt behandeld. De reeks heeft van 1970 tot 1980 in De Telegraaf gestaan en is daarnaast nog in verschillende andere publicaties verschenen.

## Personages
De voornaamste personages zijn:
- De Goeroe. Dit betreft een bebaarde man op leeftijd, die woont op een hunebedachtige steen.
- Kilroy. Zij is een heks die vaak als tegenspeler van de Goeroe optreedt. Ze hebben een haat-liefdeverhouding met elkaar. De Goeroe gelooft niets van haar zwarte kunsten, maar regelmatig zien we dat ze toch het een en ander voor elkaar krijgt.
- Enkele naamloze jongeren. Zij vertegenwoordigen de jongere generatie, met alle cliché-opvattingen die daarbij horen.
- De vertegenwoordiger. Hij denkt uitsluitend marktgericht en daardoor praten de Goeroe en hij vrijwel altijd op verschillende golflengte.
- De leerling-goeroe. Hij komt pas betrekkelijk laat in de reeks voor (vanaf 1978).

## Publicaties

### Kranten en tijdschriften
- De Telegraaf van 4 september 1970 (introductie-aflevering) t/m 26 november 1980. In de eerste jaren verschenen de afleveringen vrijwel ononderbroken, later vielen steeds grotere pauzes (van soms bijna een jaar). (Vrijwel) alle ooit gepubliceerde afleveringen zijn in De Telegraaf verschenen.
- Striprofiel 6 uit 1974. Naast wat (deels fictieve) achtergrondinformatie zes afleveringen van De Goeroe.
- Kuifje jaargang 1979-1981. In totaal zijn ruim 50 afleveringen verschenen, deels in kleur.
- Haagsche Courant in 1983. Een aankondiging en ca. 35 afleveringen.
- Rotterdamse Courant. Verdere gegevens ontbreken.
- The Irish Times (onder de naam The Guru) van 21 december 1985 tot en met 26 februari 1988.

### Boeken
Vrijwel (?) alle afleveringen in de onderstaande boeken zijn ook in De Telegraaf verschenen.
- Goeroe door Peter Abel. Uitg. Teleboek, Amsterdam, 1975. Bevat 77 afleveringen.
- De Goeroe Stripscheurkalender 1987. Uitg. Panda, Den Haag. Bevat 365 afleveringen.
- De Goeroe. Onwijs wijs. Uitg. Stripstift in de reeks Nederlandse Stripparels. Ca. 70 afleveringen.